# The Girl Is Mine
A The Girl Is Mine Michael Jackson amerikai és Paul McCartney brit énekesek duettje. Jackson 1982-ben megjelent, Thriller című albumának első kislemeze. Ez az egyetlen duett az albumon. A dal zenéjét és szövegét Jackson szerezte, producerei Quincy Jones és Jackson. A dalt a Los Angeles-i Westlake Studiosban vették fel, 1982. április 14. és április 16. között. Jackson és McCartney már korábban is dolgoztak együtt, McCartney ötödik, Pipes of Peace című, 1983-ban megjelent albumára vettek fel két dalt, a Say Say Sayt és a The Mant 1981-ben.
A The Girl Is Mine sikeres lett, az első helyre került az amerikai Billboard R&B-slágerlistán, a másodikra a Billboard Hot 100-on és a nyolcadikra a brit slágerlistán. 1985-ig 1,3 millió példányban kelt el, és az USA-ban platinalemez lett.
A dal miatt kétszer perelték be Jacksont plágium vádjával. A bíróság mindkét esetben Jackson javára döntött. 2008-ban, a Thriller album jubileumi újrakiadásának, a Thriller 25-nek a dal újabb változata, a will.i.am által készített The Girl Is Mine 2008 remix lett az első kislemeze. A remix nagyrészt kedvezőtlen kritikát kapott.

## Felvételek
A The Girl Is Mine írását Jackson úgy fejezte be, hogy közben rajzfilmeket nézett McCartneyval. Quincy Jones producer eredetileg azt mondta Jacksonnak, írjon dalt arról, hogy két férfi küzd ugyanazért a lányért. Jackson éjjel álmából felébredve kapott ihletet, és egy diktafonba énekelte a dalt. „Azt énekeltem, amit a fejemben hallottam, a dallammal kezdve, aztán a billentyűsök, húrosok és minden más hangjával. Felénekeltem az egészet kazettára.” Jones arra is megkérte, hogy rapbetétet tegyen a dalba. A dalt ezután a Los Angeles-i Westlake Studiosban vette fel Jackson és McCartney, 1982. április 14. és 16. között. Már az előző évben is dolgoztak együtt, ekkor McCartney ötödik, Pipes of Peace című, 1983-ban megjelent albumára írták a Say Say Say és a The Man című dalt. Jackson kijelentette, hogy a The Girl Is Mine felvételeit nagyon élvezte. „Szólóénekesi karrierem során talán a The Girl Is Mine volt az a dal, amin legjobban élveztem a munkát a stúdióban, mert Paul McCartneyval dolgozni elég izgalmas, és nagyon jól szórakoztunk. Sokat ökörködtünk, megdobáltuk egymást, viccelődtünk. Nagyjából élőben vettük fel az egész dalt, és vannak erről videófelvételek is, de sosem mutattuk meg ssenkinek. Egy nap talán belenézhettek.” A videófelvételt később lejátszották a The Paul McCartney World Touron.

## Zene
A The Girl is Mine AABA szerkezetű, a dal címe a leggyakrabban ismételt sor. Sheila Davis The Craft of Lyric Writing („A dalszövegírás művészete”) című könyvében kifejti, hogy „az ismételt cím meghúzza a keretet és hangsúlyozza a szöveg fő mondanivalóját”. Jackson She’s Out of My Life című száma ugyanezt a szerkezetet használja. A dal akkordjai több más Jackson-dalban is előfordulnak, például a The Jacksons That’s What You Get for Being Polite című számában és a kiadatlan Why Can’t I Be és Thank You for Life dalok már a The Girl Is Mine előtt használták ezeket.

## Megjelentetése és fogadtatása
Annak ellenére, hogy a Say Say Sayt és a The Mant az előző évben vették fel, a The Girl Is Mine jelent meg elsőként Jackson és McCartney közös dalai közül, és ez volt a Thriller album első kislemeze is. A The Girl Is Mine 1982. október 18-án jelent meg kislemezen. A borítón látható fényképet Linda McCartney készítette. A hallgatókat nem nagyon nyűgözte le a dal, általában a Jackson szerezte dalok leggyengébbikének tartják, és azt sugallta, a Thriller is csalódást fog okozni. A közönség úgy érezte, Jackson és Quincy Jones a fehér popzenehallgató közönséget akarta elérni. Ennek ellenére a slágerlistákon sikert aratott a dal, főleg Paul McCartney népszerűségének köszönhetően – a brit zenész akkoriban több dalával, például a Coming Uppal és az Ebony and Ivoryval is listavezető lett. A The Girl Is Mine az első helyet érte el az amerikai Billboard R&B-slágerlistán és a 2. helyre került a Billboard Hot 100-on és a norvég kislemezlistán. A Billboard Hot Adult Contemporary Tracks slágerlistáján első lett. Az Egyesült Királyságban a 8. helyet érte el, Új-Zélandon a top 20-ba került. 1985-ig a kislemez 1,3 millió példányban kelt el és platinalemez lett az Egyesült Államokban.
A dal megjelenése óta számos negatív kritikát kapott. Robert Christgau újságíró szerint ez a duett McCartneyval „Michael legrosszabb ötlete a Ben óta”. A Rolling Stone szerint a dal „töketlen, kiszámíthatóan biztosra menő ballada” és McCartney túl szelíd. A dalt McCartney karrierje egyik mélypontjának tartja. Stephen Erlewine of AllMusic noted that the song had a "sweet schmaltz". A Stylus Magazine szerint Jackson közjátéka „az ostobán viselkedő Paul McCartneyval (…) lefegyverzően butácska”. A Salon.com „érzelgős duettként” jellemezte. Jackson életrajzírója, J. Randy Taraborrelli szerint a dal „aranyos”, de nincs semmi mélysége, nyugodt dal, a féktelen Beat It ellenpontja.” Matthew Wilkening, az AOL Radio munkatársa a 97. helyre sorolta a 100 legrosszabb dal listáján, és megjegyezte, hogy a dal „bizonyíték arra, hogy két lenyűgöző énekes tehetsége összeadva nem mindig hoz jó eredményt”.

## Plágiumperek
A The Girl Is Mine két plágiumper tárgya is lett. Jacksont mindkét esetben beidézték a bíróságra, bár nem vádlottként, hanem tanúként; mindkét esetben az ő javára döntött a bíróság. Először 1984-ben perelte be Fred Sanford, aki úgy véle, Jackson az ő Please Love Me Now című dalát lopta el. Jackson kitartott amellett, hogy ő szerezte a The Girl Is Mine zenéjét. A hattagú esküdtszék három nap után úgy döntött, Jackson nem lopta a dalt. James Klenk, Jackson ügyvédje az ítélet hallatán megjegyezte: „Ez az ember zseni. Nincs szüksége mások dalaira.” A meghallgatás során Jackson elmesélte, hogy szokott zenét szerezni. „Feléneklem az egészet diktafonra.” Az esküdtek egyike megjegyezte: „Amit bemutatott, bizonyította, hogy képes saját zenét szerezni.”
Másodszorra 1993-ban pereltek a dal miatt. Reynaud Jones és Robert Smith azt állították, a The Girl Is Mine, a Rod Temperton szerezte Thriller és a We Are the World az ő szerzeményeikre hasonlít. A páros kijelentette, hogy gyerekkorukban a Jackson család szomszédai voltak az indianai Garyben, és Jackson apja, Joe Jackson egyszer kapott tőlük egy demófelvételt, ahonnan a felperesek szerint Michael Jackson, Quincy Jones és Lionel Richie ellopták ezt a három dalt. Reynaud Jones azt is kijelentette, hogy már a Billie Jeanért is be akarta perelni Jacksont. Az énekes magnófelvételen küldte el vallomását a bíróságra. ennek meghallgatása után a kilenctagú esküdtszék 1994 elején úgy döntött, bizonyítottnak találják, hogy Jackson szerezte a The Girl Is Mine-t, és a másik két dalt sem lopták.

## Közreműködők
- Michael Jackson: zene, szöveg, producer, ének, háttérvokálok
- Paul McCartney: ének, háttérvokálok
- Quincy Jones: producer
- Greg Phillinganes: Rhodes
- David Paich: zongora
- David Foster: szintetizátor
- Steve Porcaro: szintetizátorprogram
- Dean Parks, Steve Lukather: gitár
- Louis Johnson: basszusgitár
- Jeff Porcaro: dobok
- Vokális elrendezés: Michael Jackson, Quincy Jones
- Ritmuselrendezés: Quincy Jones, David Paich
- Szintetizátorelrendezés: David Foster
- Strings arranged and conducted by Jerry Hey
- Concertmaster: Jerry Vinci

## Slágerlistás helyezések
| Slágerlista (1983)                     | Legmagasabb helyezés |
| -------------------------------------- | -------------------- |
| Brit kislemezlista                     | 8                    |
| Holland kislemezlista                  | 16                   |
| Norvég kislemezlista                   | 2                    |
| USA Billboard Hot 100                  | 2                    |
| USA Billboard Hot Black Singles        | 1                    |
| USA Billboard Adult Contemporary Chart | 1                    |

## The Girl Is Mine 2008
A The Girl Is Mine 2008 a dal 2008-ban, will.i.am által készített remixe, amely a Thriller album megjelenésének 25. évfordulóját ünneplő Thriller 25 album első kislemeze. A remixhez a dal szólóban felvett demóját használták fel, így McCartney nem szerepel benne, helyette will.i.am rappel. A The Daily Telegraph szerint McCartneyt azért hagyták ki, mert azóta nincs jóban Jacksonnal, amióta az 1985-ben megvásárolta a Beatles dalainak jogait. Az albumon a remixeken kívül az eredeti dalok is szerepelnek, így a The Girl Is Mine eredeti duettváltozata is. A remix a 12. helyet érte el az új-zélandi, a 22.-t a francia slágerlistán, és több országban a top 50-be került.

### Fogadtatása
A The Girl Is Mine 2008 nagyrészt kedvezőtlen kritikákat kapott. Christopher Rees újságíró szerint will.i.am „remekül lemészárolt egy klasszikus dalt”. Rob Sheffield, a Rolling Stone munkatársa kritizálta will.i.am remixét, mert megpróbálja elrejteni a vicces refrént – „a dal lényegét”. Aidin Vaziri zenei újságíró is kritizálta a dalt: „a Black Eyed Peas rappere teljesen eltünteti Paul McCartney énekét az eredeti duettből, hogy helyette mindenféle ostobaságot mondjon.” Stephen Erlewine az AllMusictól kijelentette, hogy will.i.am „szerencsétlen dance számot” csinált a dalból. Kelefa Sanneh, a Blender magazin újságírója megjegyezte, hogy „will.i.am ritmust (miért?) és rímeket (jaj, miért?) ad a The Girl Is Mine 2008-hoz.” Az IGN munkatársa, Todd Gilchrist szerint will.i.am remixe sértő az eredetire nézve, és ezt még fokozza, hogy McCartney helyére helyettesítette be magát.
A Pitchfork Media sem bánt kíméletesen a remixszel. „[will.i.am] eltünteti Maccát a The Girl Is Mine-ról, de úgy dönt, a dal nem jó, ha senki nem csinál benne hülyét magából, ezért férfiasan ő maga ajánlkozik a szerepre.” A The Times cikke szerint bárkinek az ötlete is volt, hogy will.i.am közreműködjön a dalban, azt „be kellene zárni egy ablaktalan cellába, ahol nincs más, csak ezek a dalok végtelenített szalagon”. A PopMatters azonban dicsérte a Thriller 25 albumot és a The Girl Is Mine remixét. „Ha egy album olyan jó, hogy az ember megbocsát – ha el nem is felejt – egy olyan pocsék dalt, mint a The Girl Is Mine című McCartney-duett, akkor az csak nagyon jó lehet.” Hozzátették, hogy will.i.am kellemesen szellőssé teszi a dalt, és McCartney hiánya nem árt neki.

### Számlista
CD kislemez
1. The Girl Is Mine 2008 (Album Version) – 3:11
2. The Girl Is Mine 2008 (Club Mix) – 3:35
3. The Girl Is Mine (Original Demo Recording) – 3:13

### Közreműködők
- Michael Jackson: producer, zene, ének
- will.i.am: producer, zene, hangmérnök, keverés, dobok, billentyűsök, háttérvokálok
- Keith Harris: zene, billentyűsök és szintetizátorok

### Helyezések
| Slágerlista (2008)    | Legmagasabb helyezés |
| --------------------- | -------------------- |
| Brit kislemezlista    | 32                   |
| Dán kislemezlista     | 31                   |
| Holland kislemezlista | 12                   |
| Francia kislemezlista | 22                   |
| Osztrák kislemezlista | 51                   |
| Svájci kislemezlista  | 47                   |
| Svéd kislemezlista    | 41                   |